# Albiorix mexicanus
Albiorix mexicanus es una especie de arácnido del orden Pseudoscorpionida de la familia Ideoroncidae.

## Distribución geográfica
Se encuentra en Utah, California y México.